# Ра (буква армянского алфавита)
Ռ, ռ (арм. ռաо файле, ра) — двадцать восьмая буква армянского алфавита. Создал Месроп Маштоц в 405—406 годах.

## Использование
В восточноармянском языке обозначает звук [r], а в западноармянском — [ɾ]. Числовое значение в армянской системе счисления — 1000.
Использовалась в курдском алфавите на основе армянского письма (1921—1928) для обозначения звука [r].
В системах романизации армянского письма передаётся как ṙ (ISO 9985), ṛ (ALA-LC), rr (BGN/PCGN). В восточноармянском шрифте Брайля букве соответствует символ ⠷ (U+2837), а в западноармянском — ⠻ (U+283B).

## Кодировка
И заглавная, и строчная формы буквы ра включены в стандарт Юникод начиная с версии 1.0.0 в блоке «Армянское письмо» (англ. Armenian) под шестнадцатеричными кодами U+054C и U+057C соответственно.

## Галерея

Округлый еркатагир
Прямолинейный еркатагир
Болоргир
Нотргир
Шхагир